# Thaïs Henríquez
Thaïs Henríquez Torres (Las Palmas, 29 ottobre 1982) è una sincronetta spagnola, vincitrice di una medaglia d'argento ai Giochi olimpici di Pechino 2008 e una di bronzo a Londra 2012.

## Palmarès
| Anno | Manifestazione  | Sede       | Evento    | Risultato | Prestazione |
| ---- | --------------- | ---------- | --------- | --------- | ----------- |
| 2005 | Mondiali        | Montréal   | Squadre   | Bronzo    | 97,750      |
| 2005 | Mondiali        | Montréal   | Combinato | Bronzo    | 97,167      |
| 2007 | Mondiali        | Melbourne  | Libero    | Argento   | 98,500      |
| 2008 | Giochi olimpici | Pechino    | Squadre   | Argento   | 97,833      |
| 2009 | Mondiali        | Roma       | Tecnico   | Argento   | 98,167      |
| 2009 | Mondiali        | Roma       | Combinato | Oro       | 98,333      |
| 2009 | Mondiali        | Roma       | Libero    | Argento   | 98,167      |
| 2010 | Europei         | Budapest   | Squadre   | Argento   | 95,750      |
| 2010 | Europei         | Budapest   | Combinato | Argento   | 97,000      |
| 2011 | Mondiali        | Shanghai   | Tecnico   | Bronzo    | 96,000      |
| 2011 | Mondiali        | Shanghai   | Libero    | Bronzo    | 96,090      |
| 2012 | Europei         | Eindhoven  | Squadre   | Oro       | 96,210      |
| 2012 | Europei         | Eindhoven  | Combinato | Oro       | 95,600      |
| 2012 | Giochi olimpici | Londra     | Squadre   | Bronzo    | 193,120     |
| 2013 | Mondiali        | Barcellona | Combinato | Argento   | 94,620      |
| 2013 | Mondiali        | Barcellona | Libero    | Argento   | 94,230      |
| 2013 | Mondiali        | Barcellona | Tecnico   | Argento   | 94,400      |
| 2014 | Europei         | Berlino    | Combinato | Argento   | 93,0333     |